# Teofil Herineanu

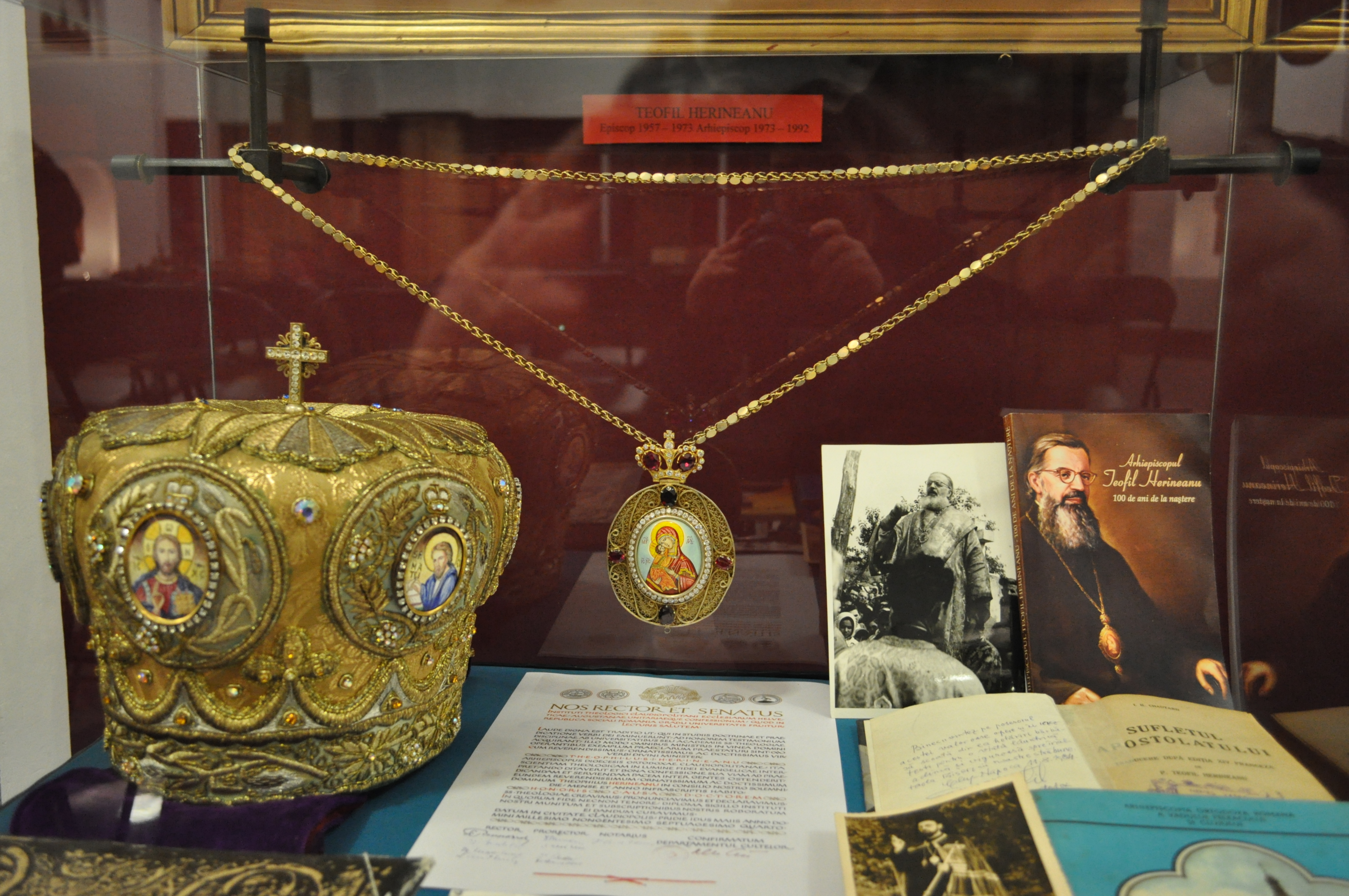
Mitra de arhiereu

Teofil Herineanu (n. 11 noiembrie 1909, Arcalia, Bistrița-Năsăud - d. 3 noiembrie 1992, Cluj) a fost un preot greco-catolic trecut în anul 1949 la Biserica Ortodoxă Română și hirotonit episcop al Romanului și Hușilor, apoi episcop al Clujului.

## Originea și studiile
Teofil Herineanu s-a născut 11 noiembrie 1909 în familia morarului Vasile Herineanu din Arcalia.
A urmat studiile secundare la liceele „Andrei Mureșanu” din Dej și „George Barițiu” din Cluj (1920-1928), iar cele superioare la Academia Teologică Unită din Cluj (trei ani) și la Facultatea de Teologie Catolică din Paris (un an), în perioada 1928-1932. A fost hirotonit preot de către Iuliu Hossu. A activat ca preot necăsătorit în parohiile Ceaba, Băbuț și Panticeu din județul Cluj (interbelic) (1931-1949).
În anii celui de-al Doilea Război Mondial s-a aflat în zona ocupată a Ardealului, unde, alături de alți preoți greco-catolici și ortodocși, a militat pentru păstrarea identității naționale românești. Pe acest teren practic se cimentează legăturile sale cu preoții ortodocși.

## Cariera ecleziastică
A trecut la Biserica Ortodoxă Română, iar la 8 iunie 1949, după comasarea Episcopiei Hușilor cu cea a Romanului a fost ales episcop al Romanului și Hușilor. După alegere a fost călugărit la Mănăstirea Cetățuia din Iași (29 iunie 1949), hirotonit arhiereu la Schitul Dragoslavele (21 august) și înscăunat la Roman la 28 august 1949. 
În anul 1957, în contextul vacantării Episcopiei Clujului, Biserica Ortodoxă Română a dorit să demonstreze desființarea Bisericii Române Unite cu Roma prin numirea unui fost preot greco-catolic în scaunul de la Cluj. Patriarhul Justinian l-a avut în vedere mai întâi pe canonicul Emil Iuga, care a condiționat trecerea la ortodoxie și acceptarea numirii de ridicarea scaunului episcopal vizat la rangul de mitropolie. Ca urmare a refuzului propunerii de înființare a Mitropoliei Clujului, în scaunul episcopal respectiv a fost instalat Teofil Herineanu, care nu a pus niciun fel de condiții.
Alegerea în funcția de episcop al Vadului, Feleacului și Clujului a avut loc în data de 19 decembrie 1957, confirmarea sa în funcție de către Prezidiul Marii Adunări Naționale a Republicii Populare Romîne la 21 decembrie 1957, iar instalarea în data de 22 decembrie 1957.
În anul 1964 l-a hirotonit preot pe Calinic Argatu, devenit ulterior la rândul său episcop. În anul 1978 l-a hirotonit preot pe Andrei Andreicuț, devenit ulterior episcop și mitropolit.
La 11 iunie 1973 Sfântul Sinod a ridicat Episcopia Clujului la treapta de arhiepiscopie, iar Teofil Herineanu a fost înscăunat în noua demnitate în data de 9 septembrie 1973.

## Colaborarea cu Securitatea
Conform mărturiilor lui Ion Herineanu, nepotul episcopului, Teofil Herineanu s-a aflat în relații de prietenie cu generalii Vîlceanu și Ungureanu, cu care obișnuia să joace poker: "partidele se jucau pe sume mari de bani, fie la Casa Armatei (aflată vizavi de Episcopia Ortodoxă), unde se afla un separeu adecvat la restaurantul instituției, fie mai ales într-o casă conspirativă [a Securității] de pe strada Traian. În acest imobil exista într-o cameră un dulap de haine, în fapt o ușă mascată, care permitea accesul într-o altă încăpere, unde funcționa un adevărat tripou, departe de priviri indiscrete, drag episcopului Vadului, Feleacului și Clujului." Această mărturie este infirmată chiar de către Ioan Herineanu, care în mod oficial, în anul 2005 a spus că nu a afirmat vreodată așa ceva. 

## Delegații și onoruri
A făcut parte din câteva delegații sinodale care au vizitat diferite Biserici Ortodoxe surori. 
A publicat articole și cuvântări în "Mitropolia Moldovei și Sucevei", "Mitropolia Ardealului", "Telegraful Român", "Îndrumătorul Bisericesc" de la Sibiu și cel de la Cluj-Napoca; pastoralele de Paști și de Crăciun au fost strânse în volumul "Tâlcuiri din Sfânta Scriptură", Cluj-Napoca, 1987, 470 p.
Sub păstorirea sa, în Editura eparhiei au apărut numeroase lucrări de cultură bisericească și laică, care au sporit patrimoniul spiritualității neamului românesc.
Arhiepiscopul Teofil s-a preocupat permanent de ridicarea culturală și teologică a preoțimii din eparhia sa, pentru a fi în pas cu cerințele vremii, de a fi preoți vrednici în parohiile încredințate lor spre păstorire.
Conștient de misiunea încredințată, Arhiepiscopul Teofil a desfășurat și o bogata activitate ecumenică.
Pe plan extern a făcut parte din anumite delegații ale Bisericii Ortodoxe Române, care au vizitat Bisericile Ortodoxe surori (din URSS, Iugoslavia, Bulgaria, Siria, Locurile Sfinte).
Pe plan intern a participat la numeroase întruniri ecumenice, iar la Cluj a întreținut relatii frățești cu reprezentanții Bisericilor izvorâte din Reforma calvină, luterană și unitariană, întinzându-le o "mână caldă" și "lucrând în colaborare, în adevăratul spirit ecumenic".
Ca semn de înaltă apreciere și prețuire a acestei activități ecumenice, Institutul Teologic Protestant din Cluj i-a conferit Arhiepiscopului Teofil înaltul titlu academic de doctor honoris causa, la data de 13 mai 1974.
A trecut la cele veșnice în 3 noiembrie 1992, fiind înmormântat într-o cripta în subsolul Catedralei Ortodoxe din Cluj, alături de ctitorul acesteia, episcopul Nicolae Ivan.

## Distincții
- Ordinul „Steaua Republicii Populare Romîne” clasa a III-a (21 august 1954) „pentru merite deosebite pe tărîmul construcției de stat, economice, sociale și culturale, cu ocazia celei de a zecea aniversări a eliberării patriei noastre”[9]